# Menahem Mendel Beilis
Menahem Mendel Beilis (1874 – 7 de julho de 1934; às vezes grafado Beiliss) foi um judeu russo acusado de assassinato ritual em Kiev no Império Russo em um notório julgamento de 1913, conhecido como "julgamento Beilis" ou "caso Beilis". Embora Beilis tenha sido por fim absolvido após um longo processo, o procedimento legal suscitou críticas internacionais ao antissemitismo no Império Russo.
A história de Beilis foi ficcionalizada no romance The Fixer, de Bernard Malamud, publicado em 1966, obra que ganhou o Prêmio Pulitzer de Ficção e o Prêmio Nacional do Livro nos Estados Unidos.

## Biografia

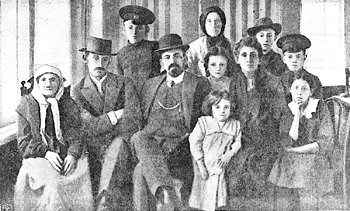
Beilis com sua família

Menahem Mendel Beilis nasceu em uma família chasídica. Em 1911, ele era um ex-soldado e pai de cinco filhos. Trabalhou como superintendente na fábrica de tijolos Zaitsev em Kiev.

## Assassinato de Andriy Yushchinskyi

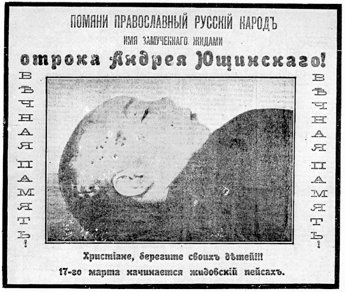
Um panfleto antissemita distribuído em Kiev antes do Julgamento Beilis. A legenda diz: "Povo ortodoxo russo, lembrem-se do nome do jovem Andriy Yushchinskyi que foi martirizado pelos Zhids! Memória eterna a ele! Cristãos, protejam seus filhos!!! Em 17 de março, começa a páscoa dos Zhids [um insulto étnico para judeus]."

Em 12 de março de 1911, um garoto de 13 anos chamado Andriy Yushchinskyi desapareceu a caminho da escola. Oito dias depois, seu corpo mutilado foi descoberto em uma caverna perto da fábrica de tijolos Zaitsev. Beilis foi preso em 21 de julho de 1911, depois que um acendedor de lampiões testemunhou que o menino havia sido sequestrado por um judeu. Um relatório apresentado ao czar Nicolau II pelo judiciário nomeou Beilis como o assassino.
Beilis passou mais de dois anos na prisão aguardando julgamento. Enquanto isso, a imprensa russa lançou uma campanha antissemita contra a comunidade judaica, com acusações de assassinato ritual.:Intro, citing newspapers, 1911 Entre os que se manifestaram contra essas falsas acusações estavam Máximo Gorki, Vladimir Korolenko, Alexandre Blok, Aleksandr Kuprin, Vladimir Vernadski, Mikhail Hrushevski e Pavel Miliukov.:p.5:p.118
Beilis já estava preso há mais de um ano quando uma delegação liderada por um oficial militar foi até sua cela. Em uma possível tentativa de levá-lo a incriminar a si mesmo ou a outros judeus, o oficial informou Beilis de que ele seria em breve libertado devido a um manifesto que perdoaria todos os katorzhniks (condenados a trabalhos forçados) no jubileu de trezentos anos de reinado da Dinastia Romanov. Conforme relatado em suas memórias, Beilis recusou a oferta:
“Esse manifesto,” disse eu, “será para katorzhniks, não para mim. Não preciso de manifesto, preciso de um julgamento justo.”
“Se lhe for ordenado sair, você terá que ir.”
“Não – mesmo que abram as portas da prisão e me ameacem de fuzilamento, não sairei. Não sairei sem julgamento.”
Esse é um dos vários episódios do relato de Beilis que Bernard Malamud incorporou em seu romance The Fixer.

## O julgamento

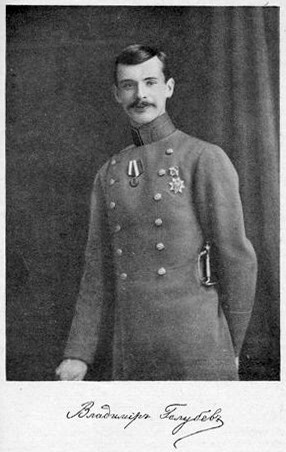
O estudante Vladimir Golubev, líder da Two-Headed Eagle, que fabricou a acusação contra Beilis

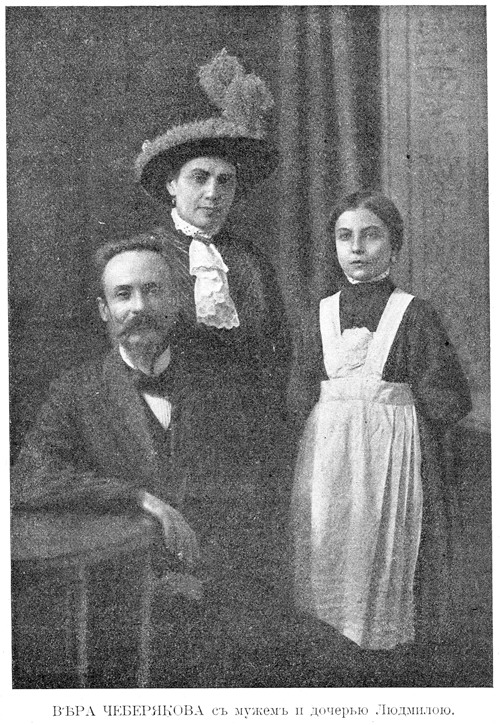
Vera Cheberyak com seu marido Vasily e a filha Lyudmila (os três testemunharam pela acusação no julgamento)

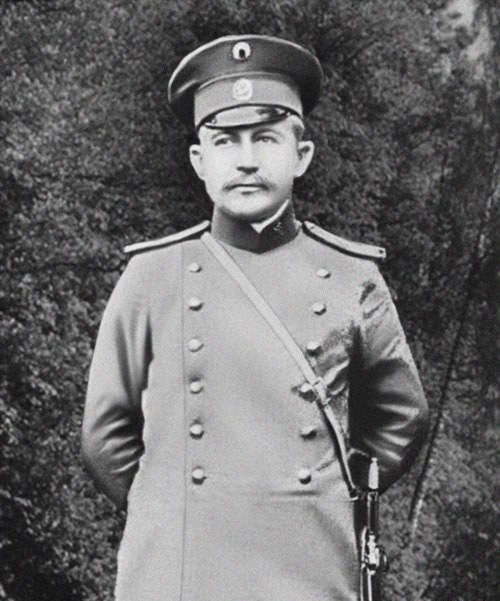
Nikolai Krasovsky, um detetive que descobriu os verdadeiros assassinos de Yushchinskyi

O julgamento de Beilis ocorreu em Kiev de 25 de setembro até 28 de outubro de 1913. A acusação era composta pelos melhores advogados do governo. O professor Sikorsky da Universidade Estadual de Kiev (pai de Igor Sikorsky), médico psicólogo, depôs como testemunha pericial a favor da acusação, declarando acreditar tratar-se de um caso de assassinato ritual.
Beilis tinha um sólido álibi, pois trabalhava no sábado judaico. Yushchinskyi foi raptado em um sábado pela manhã, quando Beilis estava em serviço, conforme confirmado por seus colegas de trabalho gentios. Foram apresentadas vias de recibo de uma remessa de tijolos assinadas por Beilis naquela manhã como prova. A acusação argumentava que Beilis poderia ter saído por alguns minutos, sequestrado Yushchinskyi e depois retornado ao trabalho.
Documentos internos da polícia de 1912 posteriormente revelaram que a inconsistência do caso já era conhecida.:pp.90–91

### Especialista de acusação
Uma das testemunhas de acusação, apresentada como especialista em rituais judaicos, foi o padre católico lituano Justinas Pranaitis, de Tashkent, conhecido por sua obra antissemita de 1892, Talmud Unmasked. Pranaitis testemunhou que o assassinato de Yushchinskyi teria sido um homicídio de cunho religioso. Um oficial do departamento de polícia é citado dizendo:
O andamento do julgamento dependerá de como o júri ignorante perceberá os argumentos do padre Pranaitis, que está convencido da realidade de assassinatos rituais. Acho que, como padre, ele é capaz de falar com os camponeses e convencê-los. Como cientista, que defendeu uma tese sobre essa questão, ele fornecerá elementos à corte e à acusação, embora nada possa ser antecipado ainda. Conheci Pranaitis e estou firmemente convencido de que ele conhece profundamente o problema sobre o qual falará... Tudo, então, dependerá de quais argumentos o padre Pranaitis trará, e ele os tem, e são devastadores para os judeus.
A credibilidade de Pranaitis dissipou-se rapidamente quando a defesa expôs sua ignorância acerca de conceitos e definições básicas do Talmude, como hullin,:p.215 ao ponto de “muitos no público ocasionalmente rirem alto quando ele claramente se confundia e não conseguia responder de forma inteligível a algumas das perguntas feitas pelo meu advogado.” Um agente da polícia secreta tsarista é citado descrevendo o depoimento de Pranaitis:
O interrogatório de Pranaitis enfraqueceu o valor probatório de seu parecer pericial, expondo falta de conhecimento dos textos e insuficiente domínio da literatura judaica. Por conta de seu conhecimento amador e falta de desenvoltura, o valor de seu depoimento como perito é muito baixo. Os professores Troitskij e Kokovtsev, interrogados hoje, apresentaram conclusões excepcionalmente positivas para a defesa, elogiando as doutrinas da religião judaica e não aceitando nem a possibilidade de homicídio religioso cometido por judeus ... Vipper acha possível que haja absolvição.

### Defesa
Um conselheiro do Comitê de Defesa de Beilis, o escritor Ben-Zion Katz, sugeriu confrontar o padre Pranaitis com perguntas do tipo “Quando viveu Baba Bathra e qual foi sua atividade?”, um estratagema que faz uma suposta testemunha especialista, desconhecedora do assunto, assumir equivocadamente que uma palavra é usada em determinado sentido, quando, na verdade, se refere a outra coisa, expondo sua ignorância diante da audiência. Havia judeus suficientes no tribunal para que, por meio do riso resultante, o valor de Pranaitis para a acusação fosse anulado.:pp.214–216
Beilis foi representado pelos mais competentes advogados dos tribunais de Moscou, São Petersburgo e Kiev: Vasily Maklakov, Oscar Gruzenberg, N. Karabchevsky, A. Zarudny e D. Grigorovitch-Barsky. Dois proeminentes professores russos, Troitsky e Kokovtzov, depuseram em defesa dos valores judaicos e expuseram a falsidade das acusações, enquanto Aleksandr Glagolev, filósofo e professor da Academia Teológica de Kiev da Igreja Ortodoxa, afirmou que “a Lei de Moisés proíbe derramar sangue humano e usar qualquer sangue em geral na alimentação”. O renomado e respeitado rabino de Moscou, Rabino Yaakov Mazeh, fez um extenso discurso citando trechos da Torá, do Talmud e de muitos outros livros para refutar conclusivamente o testemunho dos “especialistas” apresentados pela acusação.

### Resumo do caso
O acendedor de lampiões, cujo testemunho fundamentou a acusação contra Beilis, confessou ter sido confundido pela polícia secreta.
O caso da acusação foi ainda mais abalado após despender grande esforço para relacionar os 13 ferimentos que o Professor Sikorsky havia descoberto em uma parte do corpo do garoto assassinado com a importância do número treze no “ritual judaico”, apenas para se descobrir depois que havia na verdade 14 ferimentos naquela parte do corpo.
O principal promotor, A.I. Vipper, supostamente fez declarações antissemitas em seu discurso de encerramento. Relatos divergem a respeito dos doze jurados cristãos: sete eram membros da notória União do Povo Russo, parte do movimento conhecido como Cem Negros. Não havia nenhum representante da intelligentsia no júri. Entretanto, após deliberar por várias horas, o júri absolveu Beilis.

## Após o julgamento
O caso Beilis foi acompanhado em todo o mundo e as políticas antissemitas do Império Russo foram duramente criticadas. O jornal árabe Filastin, publicado em Jafa, Palestina, abordou esse caso em diversos artigos. Seu editor, Yousef El-Issa, publicou um editorial intitulado: “A Vergonha do Século XX”. Ele escreveu em 13 de outubro de 1913:

Dissemos na edição anterior e repetimos que acusar os judeus de derramar sangue para realizar um ritual religioso é uma invenção por parte de quem acredita nisso; uma abominação para quem espalha isso; e uma vergonha para o século XX, durante o qual, se as mentes não forem libertadas das algemas da ignorância, Deus jamais as libertará.
O caso Beilis foi comparado ao caso de Leo Frank, em que um judeu americano, gerente de uma fábrica de lápis em Atlanta, Geórgia, foi condenado por estuprar e assassinar a jovem Mary Phagan, de 13 anos. Leo Frank foi linchado depois que sua sentença foi comutada para prisão perpétua.
Após a absolvição, Beilis se tornou uma celebridade. Um indício de sua fama é a seguinte citação: “Quem quisesse ver as maiores estrelas do palco ídiche de Nova York no fim de semana de Ação de Graças de 1913 tinha três opções:  Mendel Beilis no Dewey Theater de Jacob Adler, Mendel Beilis no National Theater de Boris Thomashefsky ou Mendel Beilis no Second Avenue Theater de David Kessler”. O violinista Jacob Gegna também compôs uma peça em sua homenagem, A tfile fun Mendel Beilis, gravada em 1921.
Devido à sua grande fama, Beilis poderia ter se tornado rico com aparições comerciais. Recusando todas essas ofertas, ele e sua família deixaram a Rússia em direção a uma fazenda comprada pelo Barão Rothschild na Palestina, então província do Império Otomano.
Beilis teve dificuldades financeiras, mas resistiu em partir. Quando amigos e simpatizantes imploravam que ele fosse para a América, ele respondia: “Antes, na Rússia, quando a palavra ‘Palestina’ evocava uma terra árida e desolada, eu já preferia vir para cá em vez de outros países. Quanto mais agora, depois de ter aprendido a amar esta terra!”
Durante a Guerra Civil Russa, o caso Beilis foi reaberto pelos Bolsheviks. O ex-Ministro da Justiça Ivan Shcheglovitov, que havia investigado o caso como um assassinato ritual, foi executado em setembro de 1918. Vera Cheberyak, a presumível assassina real, foi fuzilada em março/abril de 1919, assim como um de seus supostos cúmplices, Pyotr Singaevsky. Após sua identidade ser descoberta, o ex-promotor A.I. Vipper, que trabalhava para os bolcheviques, foi preso e enviado a um gulag. Ele morreu na prisão.

### Estados Unidos
Quando a situação financeira de Beilis se tornou desesperadora, ele finalmente cedeu. Em 1921, estabeleceu-se nos Estados Unidos:p.254 onde, em 1925, publicou às suas próprias custas (com patrocinadores que ajudaram a arcar com a primeira tiragem) o relato de suas experiências, intitulado The Story of My Sufferings. Originalmente editado em ídiche (edições de 1925 e 1931), o livro foi posteriormente traduzido para o inglês (edições de 1926, 1992 e 2011), além de versões em russo.

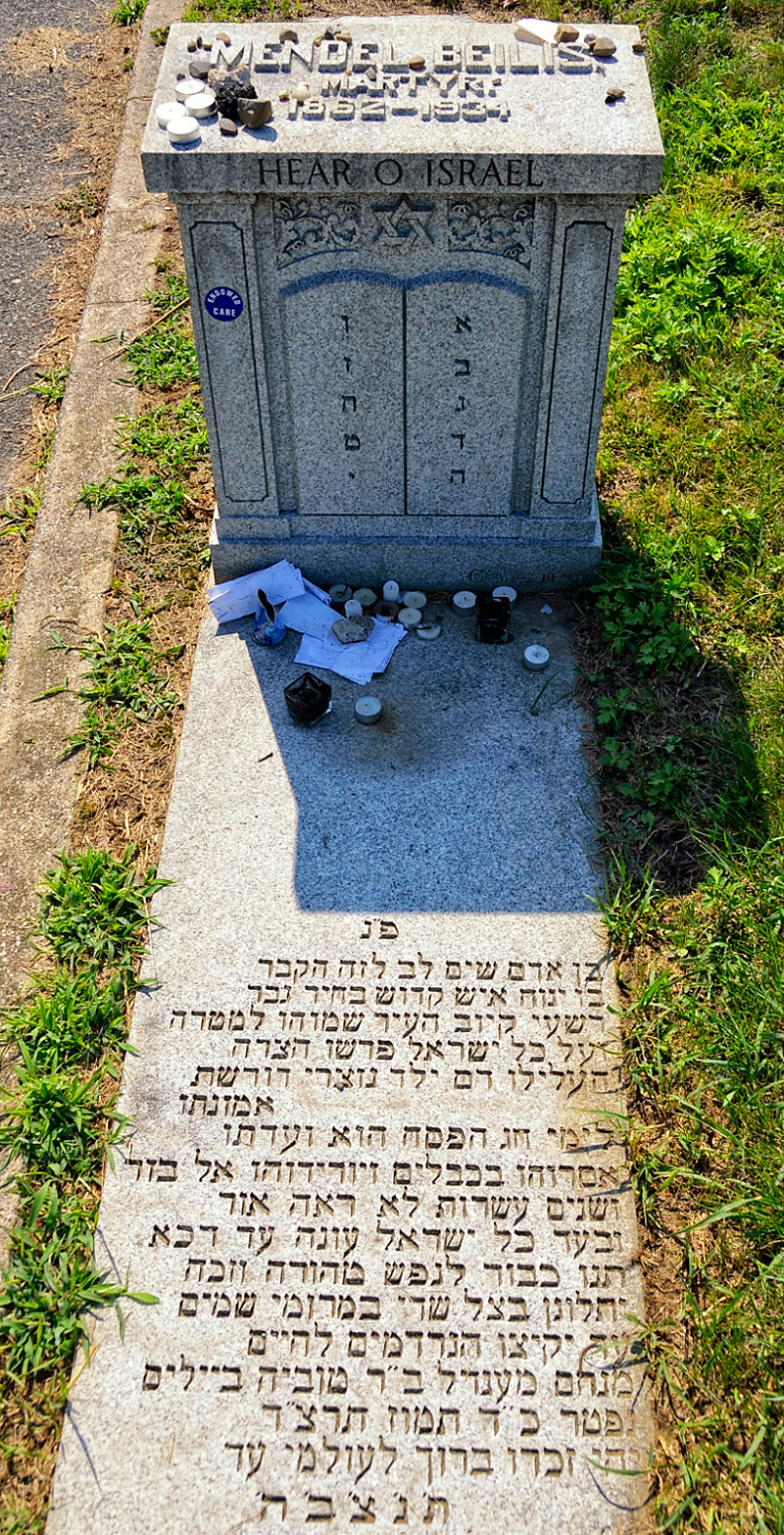
Monumento no túmulo de Beilis

Beilis morreu repentinamente em um hotel em Saratoga Springs, EUA, em 7 de julho de 1934 e foi sepultado dois dias depois no Cemitério Mount Carmel, Glendale, Nova Iorque, que também é o local de sepultamento de Leo Frank e Sholem Aleichem. Embora a fama de Beilis tivesse diminuído desde o julgamento em 1913, ela retornou brevemente em sua morte. Seu funeral contou com mais de 4 000 pessoas. O New York Times observou que os colegas judeus de Beilis “sempre acreditaram que sua conduta [ao resistir a toda pressão para se incriminar ou incriminar outros judeus] salvou seus compatriotas de um pogrom”. Uma história sobre a Eldridge Street Synagogue, onde ocorreu o funeral de Beilis, descreve a cena: “A multidão não cabia no santuário. Nem mesmo uma dúzia de policiais conseguiu manter a ordem nas ruas”.
Cerca de seis meses antes de morrer, Beilis concedeu uma entrevista ao Jewish Daily Bulletin em inglês. Quando perguntado sobre “uma impressão marcante” do julgamento em Kiev, ele prestou sua última homenagem aos gentios russos que o ajudaram a escapar da acusação de assassinato ritual, como o detetive  uk (Nikolai Krasovsky) e o jornalista Brazul-Brushkovsky: “Houve verdadeiro heroísmo, verdadeiro sacrifício. Eles sabiam que, defendendo-me, arruinariam suas carreiras e sequer suas próprias vidas estariam a salvo. Mas eles persistiram porque sabiam que eu era inocente”.

## Representação emThe Fixer
Embora o romance The Fixer, de Bernard Malamud, seja baseado na vida de Mendel Beilis, Malamud transformou tanto a personalidade de Beilis quanto a de sua esposa, de modos que seus descendentes consideraram degradantes. O verdadeiro Mendel Beilis era “um homem digno, respeitoso, bem-quisto, relativamente religioso, com esposa fiel, Esther, e cinco filhos.” Já o protagonista de Malamud, Yakov Bok, é “um homem raivoso, de boca suja, enganado pela esposa, sem amigos, sem filhos e blasfemo.”
Quando The Fixer foi publicado, o filho de Beilis, David, escreveu a Malamud, acusando-o tanto de plágio em relação às memórias de seu pai quanto de ter desonrado a memória de Beilis e de sua esposa através dos personagens de Yakov Bok e Raisl Bok. Malamud respondeu, tentando tranquilizar David Beilis de que The Fixer “não faz tentativa alguma de retratar Mendel Beilis ou sua esposa. Yakov e Raisl Bok, estou certo de que o senhor concordará, em nada se assemelham a seus pais.”
O historiador Albert Lindemann lamentou: “No final do século XX, a memória do caso Beilis tornou-se inextricavelmente fundida (e confundida) com... The Fixer.”

## No cinema e na literatura
- The Bloody Hoax (originalmente em ídiche como Der blutike shpas), 1912–1913, romance de Sholem Aleichem cujo enredo baseia-se amplamente em detalhes do Caso Beilis.
- The Black 107, filme de 1913[29]
- The Mystery of the Mendel Beilis Case, 1914[30]
- Delo Beilisa (também conhecido como The Beilis Case), filme de 1917 dirigido por Joseph Soiffer[31]
- The Fixer, romance de Malamud de 1966, vencedor do Pulitzer Prize e do National Book Award
- The Fixer, filme de 1968 baseado no romance[32]
- Scapegoat on Trial, 2007, Joshua Waletzky[33]
- "Blood Libel in Late Imperial Russia: The Ritual Murder Trial of Mendel Beilis", 2013, Robert Weinberg
- A Child of Christian Blood, Edmund Levin, 2014[34]